# Хайнрих Матиас фон Турн
Хайнрих Матиас фон Турн (на немски: Heinrich Matthias Graf von Thurn-Valsassina; на чешки: Jindřich Matyáš z Thurnu; * 24 февруари 1567, дворец Липниц, Бохемия; † 28 януари 1640, Пярну, Руска империя) е граф от род Турн и Валзасина, генерал, вожд на въстанието в Бохемия (1618) срещу император Фердинанд II в първата фаза на Тридесетгодишната война, датски фелдмаршал, след това военачалник и дипломат на шведска служба. Той е 1. бургграф на замък Карлщейн, господар на Велиш.

## Живот
Той е син на протестантите граф Франц фон Турн и Валсасина (1508 – 1586), таен съветник в двора на австрийския ерцхерцог Фердинанд II, и втората му съпруга Барбара Шлик цу Пасаун и Вайскирхен (ок. 1537 – 1581), дъщеря на граф Хиронимус Шлик цу Басано-Вайскирхен-Егер (1494 – 1550), бургграф на Хеб в Бохемия, и втората му съпруга Катарина фон Глайхен-Тона († сл. 1530), дъщеря на граф Зигмунд II фон Глайхен-Тона († 1525) и Елизабет фон Изенбург (* ок. 1460; † ок. 1543).
През 1585/1586 г. Хайнрих Матиас е в императорската делегация, която посещава Истанбул, след това Египет, Сирия и Йерусалим. През 1592 г. влиза в императорската войска и се бие против османците в Унгария. След това се връща в именията си в Бохемия и след петнадесет години напуска войската като полковник и военен съветник. Като син на протестанти император Рудолф II му дава титлата бургграф на замък Карлщейн в Бохемия от благодарност за големите му успехи в боевете против турците в Унгария.
Чрез женитбата си през 1591 г. с Магдалена Гал фон Лоздорф и чрез наследство той става богат в Австрия и Крайна. През 1605 г. той купува господството Велиш в Североизточна Бохемия и става член на бохемското съсловие. Той не знае чешки език, но като протестант през 1609 г. е водещ на въстанието на съсловията и командва войската. През 1611 г. ръководи войската в боевете против Пасау. Крал Матиас II го прави за заслугите му бургграф на замък Карлщейн.
На 5 юни и на 26 октомври 1619 г. войската му е пред Виена. Фердинанд II осъжда Хайнрих Матиас и всички други командири и му взема всичките собствености в Бохемия и Австрия. Той се отървава от екзекуцията като бяга в Трансилвания при Габриел Бетлен и по-късно в Османската империя. Конфискуваният му замък Велиш от Бохемската камера получава императорския генерал Валенщайн, и го присъединява към своето Херцогство Фридланд. След това той се бие против Хабсбургите, като дипломат и като войник.
След 1626 г. той е генерал-лейтенант във войската на шведския крал Густав II Адолф. На 11 октомври 1633 г. Турн и шведската му войска е пленен на Одер в Саксония от войската на Валенщайн. След кратко време той е освободен и се оттегля спокойно в Перну/Пярну (в тогавашна шведска Ливония). Там той умира на 26 януари 1640 и е погребан на 8 март 1641 г. в катедралата на Талин.
Той пише малка книга на шведски, в която описва ролята си в събитията от 1618 г.

## Фамилия
Първи брак: през 1591 г. с Магдалена Гал фон Лоздорф († 1600); те имат един син:
- Франц Бернхард фон Турн-Валзасина (* 26 юли 1595; † 24 октомври 1628, Страсбург до Елбинг), 1. граф на Перну, женен за графиня Магдалена Пруешинк фон Хардег (+ 27 февруари 1619); има син:
  - Хайнрих фон Турн (* 1624; † 19 август 1656, убит при Рига в битка против руснаците), 2. граф на Перну, женен 1648 г. за маркграфиня Йохана фон Баден (* 5 декември 1623; † февруари 1661), вдовица на фелдмаршал Юхан Банер (1596 – 1641), дъщеря на маркграф Фридрих V фон Баден-Дурлах (1594 – 1659) и първата му съпруга херцогиня Барбара фон Вюртемберг Барбара фон Вюртемберг (1593 – 1627).

Втори брак: със Сузана Елизабет фрайин фон Тойфенбах.